# رده‌شناسی زبان‌های ایرانی
رده‌شناسی زبان‌های ایرانی کتابی از محمد دبیر مقدم است که در آن نویسنده به بررسی زبان‌های ایرانی در چارچوب رده‌شناسی زبانی می‌پردازد.

## جوایز
این کتاب منتخب سی‌ودومین دوره جایزه کتاب سال ایران شد.

## نقد
محمد راسخ مهند طی مقاله‌ای در نشریه زبان‌ها و گویش‌های ایرانی به نقد این کتاب پرداخت و برای این نقد، در دوازدهمین دوره جشنواره نقد کتاب، به‌عنوان شایسته تقدیر معرفی شد.